# Anvil (Band)
Anvil (engl. „Amboss“) ist eine kanadische Heavy-Metal-Band. Sie gilt heute als einer der Vorreiter des Speed Metal, der in den frühen 1980er Jahren entstand.

## Geschichte
Die Ursprünge von Anvil liegen in Toronto, wo Steve Kudlow und Robb Reiner im April 1973 begannen, zusammen Musik zu machen. 1978 formierte sich das erste feste Lineup unter dem Namen LIPS: Steve „Lips“ Kudlow (Gesang, Gitarre), Robb Reiner (Schlagzeug), Dave Allison (Gitarre, Gesang) und Ian Dickson (Bass).
1981 veröffentlichte die Band ein Independent-Album namens Hard ’n’ Heavy. Kurz nachdem sie einen Plattenvertrag bei Attic Records unterzeichnet hatten, änderte die Band ihren Namen in Anvil, da zeitgleich unter dem Namen Lipps, Inc. eine Disco-Band existierte. Das Album Hard ’n’ Heavy erschien nun als Debüt bei Attic.
Spielte die Band bis dahin noch einen wenig auffälligen Hardrock, so änderte sich das unter dem Einfluss der New Wave of British Heavy Metal mit dem 1982 erschienenen zweiten Album Metal on Metal grundlegend. Die Band legte deutlich an Härte und vor allem an Geschwindigkeit zu. Der Stilwechsel wurde mit dem 1983er Werk Forged in Fire nochmals unterstrichen, wobei sich besonders Kudlows eigenwilliger Gesang und Reiners präzises, kraftvolles Doublebass-Drumming als soundprägend erwiesen. Die beiden von Chris Tsangarides produzierten Alben gelten als Klassiker der Band.
Statt des erhofften Durchbruchs verschwand die Band dann jedoch einige Jahre in der Versenkung, um sich erst 1987 beim US-amerikanischen Label Metal Blade Records mit dem Album Strength of Steel zurückzumelden. Nach einigen weiteren Veröffentlichungen und dem zwischenzeitlichen Ausstieg von Allison wechselte Anvil 1991 zu Maximum Records, dem kanadischen Label des damaligen Helix-Managers William Seip. Von 1996 bis 2007 standen Anvil bei Hypnotic Records in Kanada und Massacre Records in Deutschland unter Vertrag. An ihren Status der frühen 1980er Jahre (unter anderem Auftritt beim Monsters-of-Rock-Festival 1982 in Donington) konnte die Band aber nicht mehr anknüpfen.
2009 spielten sie bei einigen Auftritten von AC/DC auf deren Black Ice World Tour in Nordamerika sowie bei einigen Auftritten von Saxon in Großbritannien als Vorband. Am 6. Oktober desselben Jahres hatten sie anlässlich der DVD-Veröffentlichung des Dokumentarfilmes Anvil! The Story of Anvil einen Auftritt in der Late Night with Conan O’Brien, bei dem sie Metal on Metal spielten. Am 18. Oktober waren sie Headliner auf der Sanctuary Stage beim Loud Park Festival in Chiba (Japan).
Im Juni und Juli 2010 begaben sie sich auf eine Headliner-Tour durch Europa. Anvil spielten in Großbritannien, Spanien, Belgien, der Schweiz, Deutschland und den Niederlanden. Zudem spielten sie auf Festivals in Finnland, Schweden, Frankreich, Italien und Deutschland.

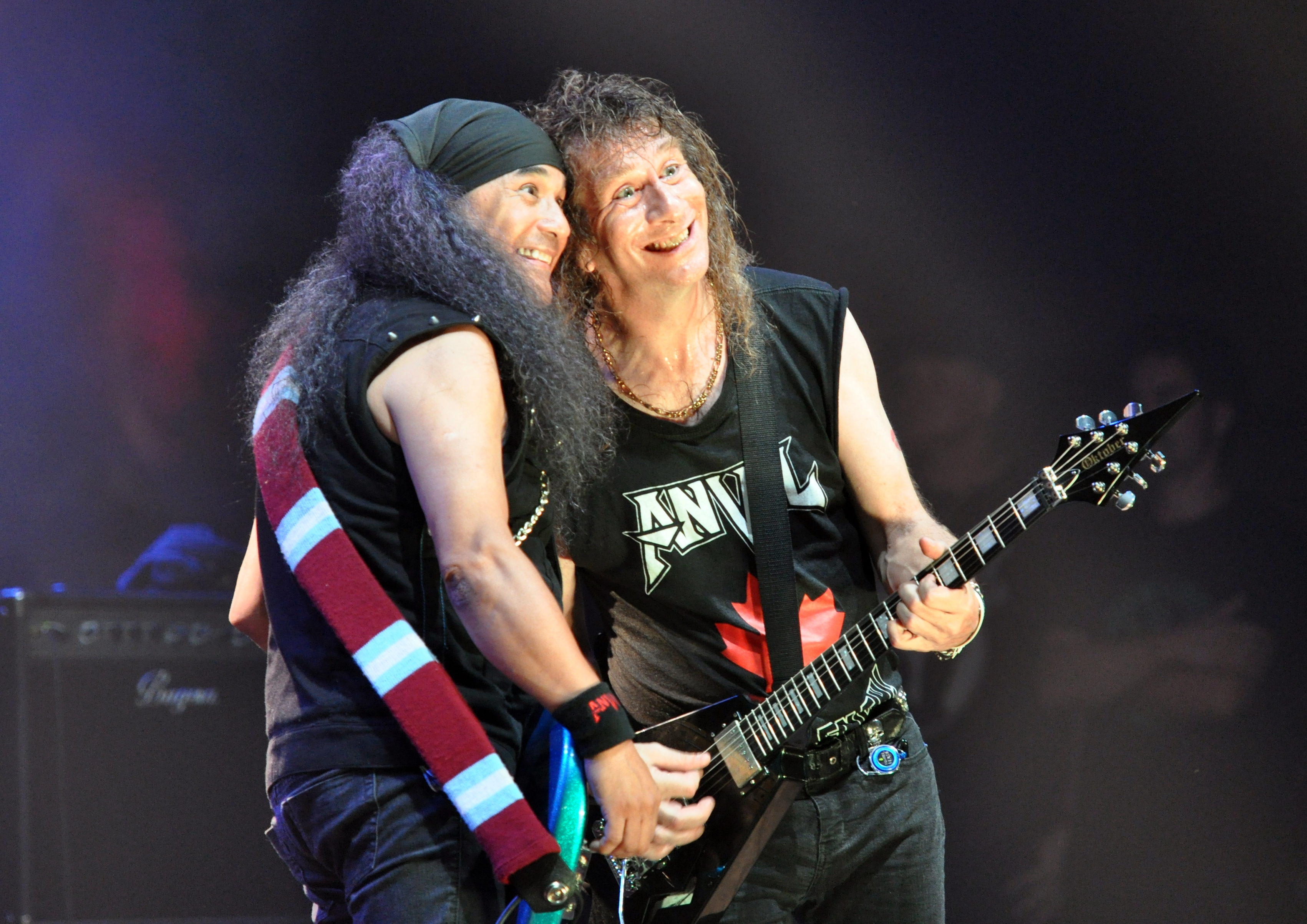
Bassist Sal Italiano und Lips beim Wacken Open Air 2013

Im Mai 2013 wurde das Album Hope in Hell veröffentlicht. Bei diesem Album war erstmals der neue Bassist Sal Italiano zu hören. Er kam zur Band, da Glenn „Five“ Gyorffy die Band 2012 aufgrund künstlerischer Differenzen verließ. Hope in Hell wurde wie schon zuvor Juggernaut of Justice von Bob Marlette produziert, der nach Kudlows Angaben sehr viel zum Songwriting und vor allem zu den Arrangements beisteuerte.

## Bedeutung
Anvils Frühwerke Metal on Metal und Forged in Fire gelten als prägend für den Speed bzw. Thrash Metal. Die Alben erschienen noch vor den Debüts der Genreklassiker von Metallica und Slayer. Trotz des zeitlichen Vorsprungs blieb Anvil aber eine Underground-Band.

## Dokumentarfilm
2009 erschien Anvil! Die Geschichte einer Freundschaft unter der Regie von Sacha Gervasi, ein Film über die Band, der viele positive Kritiken erhielt und Anvil wieder stärker ins Bewusstsein der Öffentlichkeit rückte. Der Dokumentarfilm kam am 11. März 2010 in die deutschen Kinos.

## Trivia
- Das Intro des Instrumentalstücks March of the Crabs (auf Metal on Metal) diente in den späten 1980er Jahren als Abspannmusik des ARD-Wissenschaftsmagazins Globus.
- Die Albumtitel Anvils – mit Ausnahme des von der Band nicht autorisierten Backwaxed – bestehen stets aus drei Wörtern, wovon das erste und letzte eine Alliteration bilden.
- Keine Metal-Band, die in den späten 70er- oder frühen 80er-Jahren gegründet wurde, blieb so lange in der ursprünglichen Besetzung zusammen wie Anvil. Die Band wurde 1978 gegründet und die Besetzung blieb bis zum Ausstieg von Dave Allison 1989 unverändert – und übertrifft mit dieser Zeit von elf Jahren sogar Slayer, die von der Gründung 1981 bis zu Dave Lombardos Ausstieg 1991 (mit der Einschränkung, dass Lombardo in dieser Zeit die Gruppe für ein paar Wochen verließ) nur knapp zehn Jahre zusammen spielten.

## Bandmitglieder

Anvil live auf dem Rockharz 2019
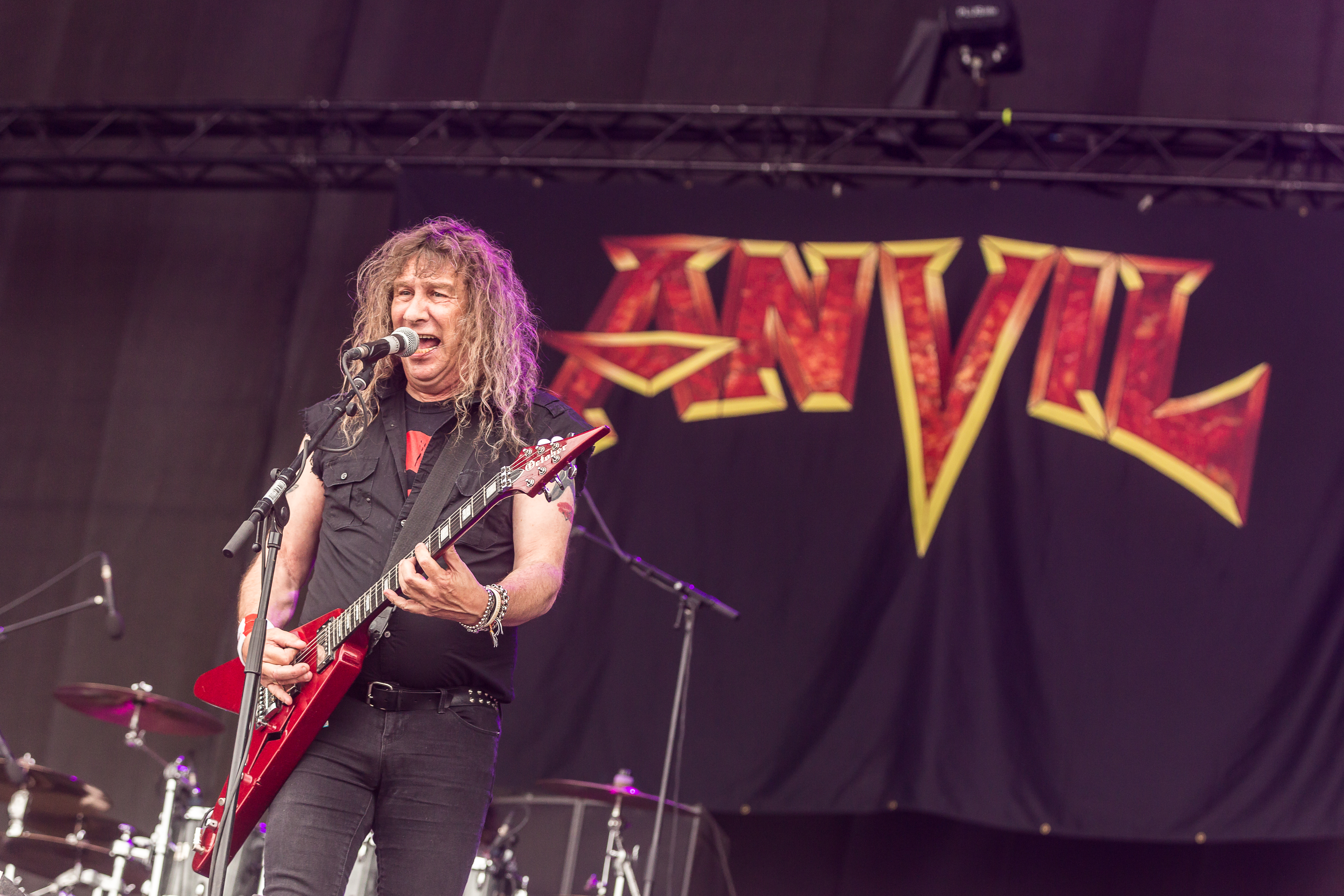
Sänger und Gitarrist Steve „Lips“ Kudlow
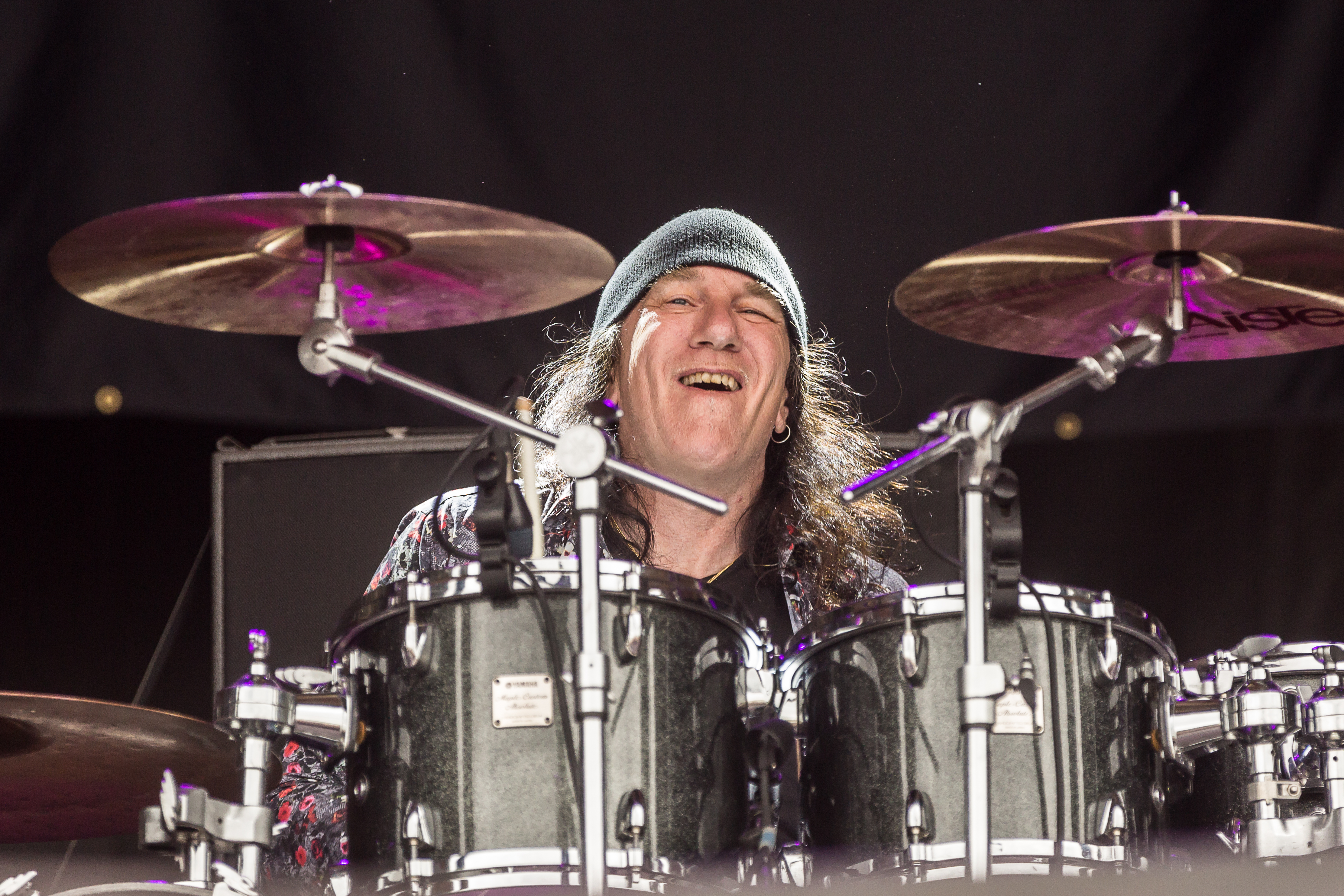
Schlagzeuger Robb Reiner
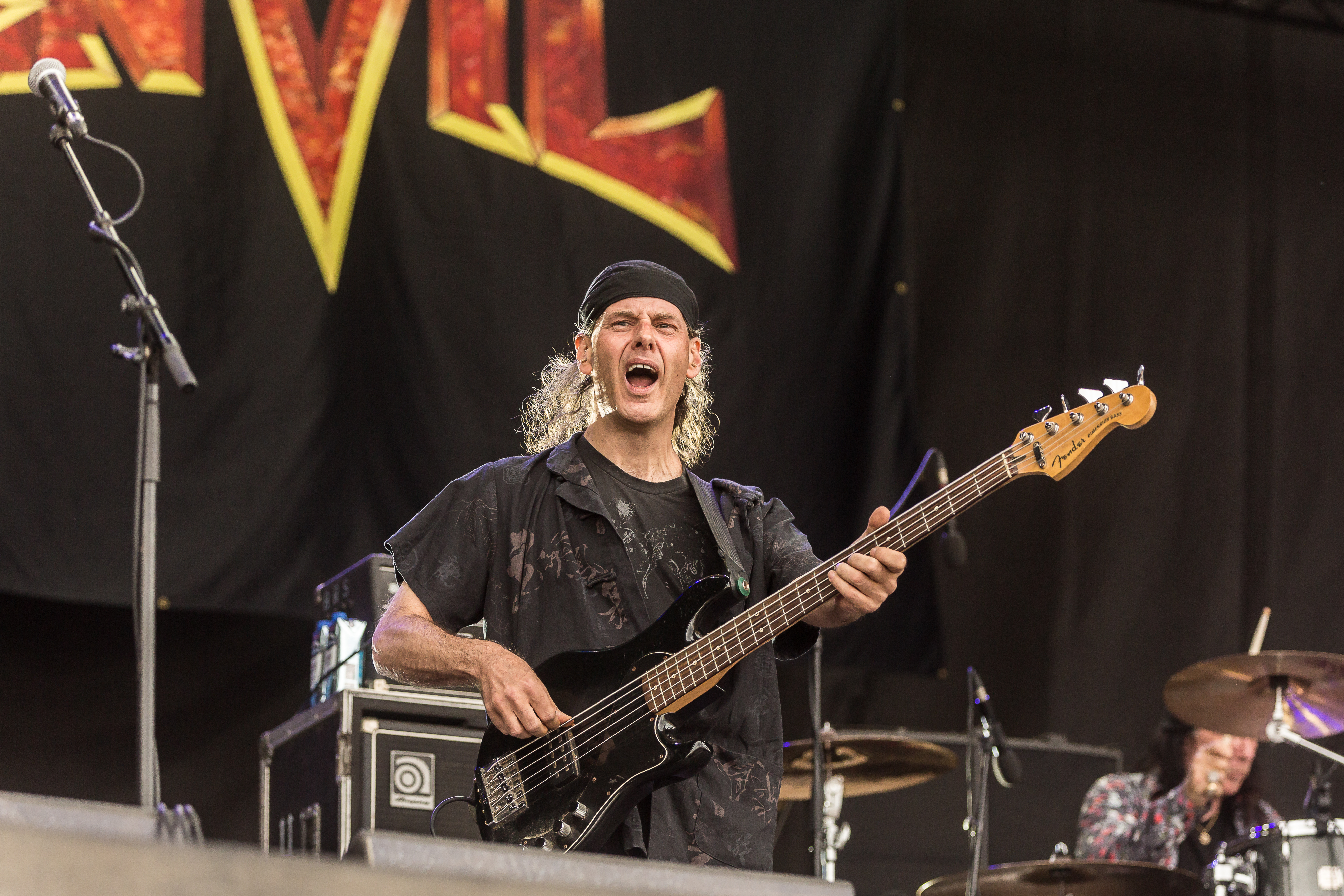
Bassist Chris Robertson

## Diskografie

### Studioalben
- 1981: Hard ’n’ Heavy
- 1982: Metal on Metal
- 1983: Forged in Fire
- 1987: Strength of Steel
- 1988: Pound for Pound
- 1991: Worth the Weight
- 1996: Plugged in Permanent
- 1997: Absolutely No Alternative
- 1998: Speed of Sound
- 2001: Plenty of Power
- 2002: Still Going Strong
- 2004: Back to Basics
- 2007: This Is Thirteen
- 2011: Juggernaut of Justice
- 2013: Hope in Hell
- 2016: Anvil Is Anvil
- 2018: Pounding the Pavement
- 2020: Legal at Last
- 2022: Impact Is Imminent
- 2024: One and Only

### Livealben
- 1989: Past and Present – Live in Concert

### Best-of-Kompilationen
- 1989: Molten Masterpieces
- 1999: Anthology of Anvil
- 2011: Monument of Metal

### Weitere Kompilationen
- 1985: Backwaxed

### EPs
- 1982: Anvil
- 1999: Massacre’s Classix Shape Edition (Shape-CD)

### Singles
- 1981: School Love
- 1983: Forged in Fire (Flexidisk)
- 1983: Make It up to You
- 2011: Juggernaut of Justice
- 2013: Hope in Hell (nur als Download)
- 2013: Flying (nur als Download)
- 2013: Mankind Machine (nur als Download)

### Promo-Singles
- 1982: Stop Me
- 1988: Blood on the Ice
- 2016: Ambushed

### Videoalben
- 2004: Live Wacken 1998 (Bonus-DVD zu Back to Basics)
- 2009: The Story of Anvil (Dokumentarfilm, UK: Platin)[5]

### Musikvideos
- 1981: School Love
- 1981: AC/DC
- 1983: Metal on Metal
- 1987: Mad Dog
- 1996: Doctor Kevorkian
- 2013: Badass Rock ’n’ Roll
- 2014: Eat Your Words
- 2015: Hope in Hell
- 2016: Die for a Lie
- 2016: Zombie Apocalypse
- 2018: Bitch in the Box
- 2020: Legal at Last
- 2020: Nabbed in Nebraska